# 奥托·冯·克诺贝尔斯多夫
奥托·冯·克诺贝尔斯多夫（德語：Otto von Knobelsdorff；1886年3月31日—1966年10月21日）是二战期间的德国將領，曾任第19装甲师師長，随后担任过一系列高级指挥职务。他是带橡叶佩剑骑士铁十字勋章的获得者。

## 筆記
腳註
引用
1. ↑  Mitcham 2007，第150–151頁.
2. ↑  Thomas 1997，第382頁.